# Ensonido
Ensonido ist ein Verfahren, welches beliebige mehrkanalige Audiosignale (Raumklang) über herkömmliche Stereokopfhörer hörbar macht. Entwickelt wurde Ensonido am Fraunhofer-Institut für Integrierte Schaltungen in Erlangen.

## Technik
Die sechskanalige Tonspur wird durch die Software in einen zweikanaligen Stereo-Downmix heruntergemischt, der die akustischen Raum- und Kopfinformationen enthält. Je nach Entfernung der virtuellen Lautsprecher wird jede einzelne Spur zeitverzögert über Stereo-Kopfhörer hörbar gemacht. Dies wird dann als Raumklang wahrgenommen.
Optional unterstützt Ensonido einen Headtracking-Modus: Unter Verwendung eines Kopfhörers mit Headtracker kann so die Position der Klangquellen entsprechend den Kopfbewegungen des Hörers angepasst werden.